# Ingrid Yahocza Narváez Solis
Ingrid Yahocza Narváez Solis (* 15. Februar 1994 in Tola) ist eine nicaraguanische Leichtathletin, die sich auf den Sprint spezialisiert hat.

## Sportliche Laufbahn
Erste internationale Erfahrungen sammelte Ingrid Yahocza Narváez Solis im Jahr 2010, als sie bei den Zentralamerikaspielen in Panama-Stadt in 26,47 s den achten Platz im 200-Meter-Lauf belegte und über 400 Meter nach 60,03 s Rang fünf erreichte. Zudem gewann sie mit der nicaraguanischen 4-mal-400-Meter-Staffel in 3:52,49 min die Silbermedaille hinter dem Team aus Panama. Im Jahr darauf schied sie bei den Jugendweltmeisterschaften nahe Lille im 400-Meter-Lauf mit 58,74 s in der ersten Runde aus. Im Jahr darauf siegte sie bei den Juniorenzentralamerikameisterschaften in San Salvador in 58,53 s über 400 Meter schied anschließend bei den Zentralamerikameisterschaften in Managua mit 59,55 s über 400 Meter und mit 26,60 s über 200 Meter im Vorlauf aus. Daraufhin belegte sie bei den CACAC-Juniorenmeisterschaften in San Salvador in 26,80 s bzw. 60,05 s jeweils den sechsten Platz. Dank einer Wildcard startete sie über 400 Meter bei den Olympischen Spielen in London und schied dort mit 59,55 s in der Vorrunde aus. 2013 siegte sie bei den Juniorenzentralamerikameisterschaften in San José in 58,01 s über 400 Meter und wurde anschließend bei den Zentralamerikameisterschaften in Managua in 26,00 s bzw. 58,44 s jeweils Vierte, während sie mit der 4-mal-100-Meter-Staffel in 51,82 s die Silbermedaille hinter dem Team aus Costa Rica gewann.
Nach mehreren Jahren ohne Wettkämpfe belegte sie 2017 bei den Zentralamerikameisterschaften in Tegucigalpa in 55,18 s den vierten Platz. Anschließend nahm sie erneut an den Zentralasienspielen in Managua teil und gewann dort in 56,86 s die Bronzemedaille über 400 Meter hinter den Costa Ricanerinnen Desire Bermúdez und Sharolyn Scott und belegte im 100-Meter-Lauf in 12,55 s den sechsten Platz. Zudem gewann sie mit der 4-mal-400-Meter-Staffel in 3:54,28 min die Silbermedaille hinter Costa Rica und wurde mit der 4-mal-100-Meter-Staffel mit 48,16 s Vierte. 2019 gewann sie bei den Zentralamerikameisterschaften in Managua in 25,15 s die Bronzemedaille über 200 Meter hinter der Belizerin Samantha Dirks und Shantely Scott Norman aus Costa Rica. Auch über 400 Meter sicherte sie sich in 57,02 s die Bronzemedaille hinter Desire Bermúdez aus Costa Rica und deren Landsfrau Daniela Rojas. Über 100 Meter erreichte sie in 12,49 s Rang sechs und mit der 4-mal-400-Meter-Staffel gewann sie in 4:03,94 min die Silbermedaille. Anschließend nahm sie über 400 Meter an den Weltmeisterschaften in Doha teil, bei denen sie im Vorlauf disqualifiziert wurde. 2020 gewann sie bei den Zentralamerikameisterschaften in San José in 2:24,35 min die Bronzemedaille im 800-Meter-Lauf hinter den Costa Ricanerinnen Mónica Vargas und Chrisdyala Moraga und wurde über 400 Meter in 62,44 s Vierte.

## Persönliche Bestzeiten
- 100 Meter: 12,49 s (+0,6 m/s), 22. Juni 2019 in Managua
- 200 Meter: 25,15 s (+1,3 m/s), 23. Juni 2019 in Managua
- 400 Meter: 55,18 s, 2. Juli 2017 in Tegucigalpa (nicaraguanischer Rekord)
- 800 Meter: 2:24,35 min, 28. Dezember 2020 in San José